# Freestyle Fellowship
Freestyle Fellowship ist eine US-amerikanische Hip-Hop-Gruppe aus Los Angeles.

## Geschichte
Die Gruppe wurde 1990 von den Rappern Aceyalone, Mika 9, P.E.A.C.E. und Self Jupiter in einem Open-Mic-Shop namens Project Blowed gegründet. 
Das Debütalbum To Whom It May Concern wurde 1991 veröffentlicht, gefolgt von Intercity Griots 1993. 2001 wurde Temptations veröffentlicht. 10 Jahre später folgte das letzte Studioalbum, The Promise.

## Stil
Die Gruppe bedient sich bei der Vocal-Technik am Freestyle-Rap. Die Verschmelzung aus Hip-Hop- und Jazz-Elementen machte die Gruppe als Wegbereiter des Sub-Genres Jazz-Rap bekannt.
Das Debütalbum To Whom It May Concern unterscheidet sich sehr vom damals bekannten Gangsta-Rap aus L. A. Freestyle Fellowship fokussierten sich stärker auf den Jazz-Rhythmus und den poetischen Flow.

## Diskografie
(Quelle:)

### Studioalben
- 1991: To Whom It May Concern
- 1993: Innercity Griots
- 2001: Temptations
- 2011: The Promise

### Singles
- 1992: Bullies of the Block
- 1993: Hot Potato
- 1999: You Find the Level of Difficulty in This?
- 2001: Sex in the City
- 2002: Temptations (zusammen mit Ghetto Youth)